# Olympische Sommerspiele 1904/Leichtathletik – Weitsprung (Männer)
Der Weitsprung der Männer bei den Olympischen Spielen 1904 in St. Louis wurde am 1. September 1904 im Francis Field ausgetragen.
Auch in dieser Disziplin gab es einen Dreifacherfolg für die fast konkurrenzlos angetretenen  US-Amerikaner. Olympiasieger wurde Meyer Prinstein vor Daniel Frank, Robert Stangland gewann die Bronzemedaille.

## Rekorde
| Weltrekord         | 7,61 m  | Peter O’Connor   | Irland | Dublin (IRL), 5. August 1901         |
| Olympischer Rekord | 7,185 m | Alvin Kraenzlein | USA    | Finale OS Paris (FRA), 15. Juli 1900 |

Folgende Rekorde wurden in dieser Disziplin bei den Olympischen Spielen 1904 gebrochen oder eingestellt:

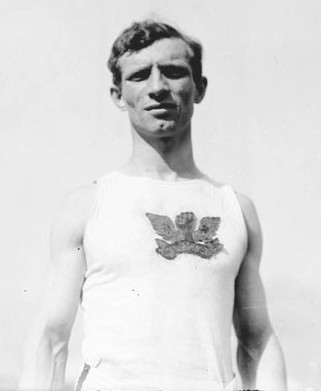
Olympiasieger Meyer Prinstein gewann auch Gold im Dreisprung

| OR | 7,34 m | Meyer Prinstein | USA | 1. September |

## Ergebnisse
| Platz                    | Athlet            | Land       | Weite nach Kluge und IOC-Seite | Abweichungen        | Abweichungen                |
| Platz                    | Athlet            | Land       | Weite nach Kluge und IOC-Seite | SportsReference     | zur Megede                  |
| ------------------------ | ----------------- | ---------- | ------------------------------ | ------------------- | --------------------------- |
| 1                        | Meyer Prinstein   | USA        | 7,34 m OR                      | keine Abweichungen  | keine Abweichungen          |
| 2                        | Daniel Frank      | USA        | 6,89 m000                      | keine Abweichungen  | keine Abweichungen          |
| 3                        | Robert Stangland  | USA        | 6,88 m000                      | keine Abweichungen  | keine Abweichungen          |
| 4                        | Fred Englehardt   | USA        | 6,63 m000                      | keine Abweichungen  | keine Abweichungen          |
| 5                        | Gilbert Van Cleve | USA        | k. A.000                       | keine Abweichungen  | keine Abweichungen          |
| 6                        | John Hagerman     | USA        | k. A.000                       | keine Abweichungen  | keine Abweichungen          |
| Wei- tere Teil- neh- mer | John Oxley        | USA        | k. A.000                       | keine Abweichungen  | Teilnehmer nicht aufgeführt |
| Wei- tere Teil- neh- mer | Béla Mező         | Ungarn     | k. A.000                       | keine Abweichungen  | Teilnehmer nicht aufgeführt |
| Wei- tere Teil- neh- mer | Corrie Gardner    | Australien | k. A.000                       | keine Abweichungen  | Teilnehmer nicht aufgeführt |
| Wei- tere Teil- neh- mer | Leslie MacPherson | Australien | k. A.000                       | TN nicht aufgeführt | Teilnehmer nicht aufgeführt |

Meyer Prinstein – auch häufig in der Schreibweise Myer Prinstein zu finden – hatte schon bei den Spielen 1900 überzeugt und im Weitsprung mit einer Weite von mehr als sieben Metern Silber gewonnen. Damals war sein Resultat aus dem Vorkampf gewertet worden, weil das Finale an einem Sonntag stattgefunden hatte, auf das Prinstein aus religiösen Gründen verzichtet hatte. Hier in St. Louis dominierte er den Wettkampf deutlich, steigerte sich mehrmals und erreichte die Siegweite im letzten Durchgang. Ein Konkurrent, wie Alvin Kraenzlein es vier Jahre zuvor in Paris gewesen war, fehlte. Der irische Weltrekordinhaber Peter O’Connor war hier nicht am Start, die US-Amerikaner machten abgesehen von einem Ungarn und zwei Australiern, die alle drei nicht das Niveau zum Mithalten hatten, wie in den meisten anderen Wettbewerben die Entscheidung unter sich aus.
Am selben Tag siegte Meyer Prinstein auch im Dreisprung.

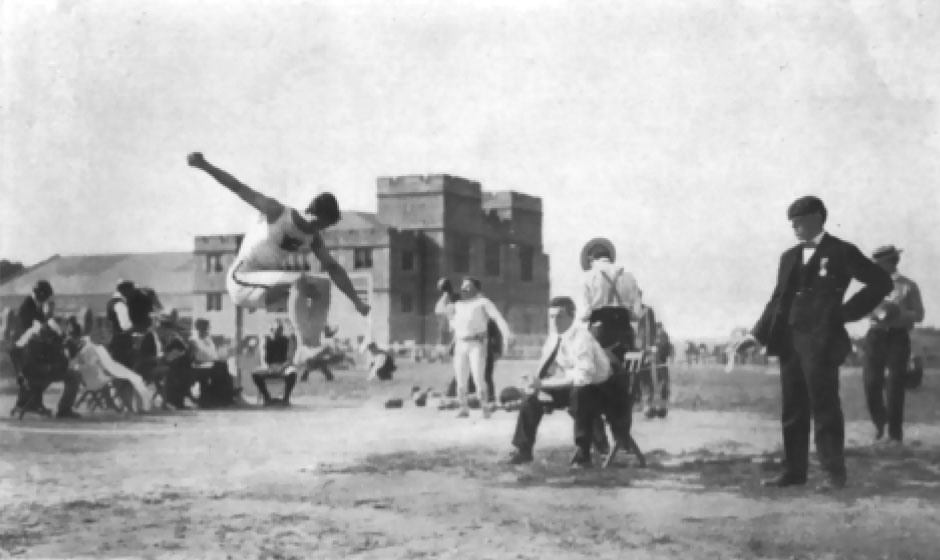
Goldmedaillengewinner Meyer Prinstein beim Weitsprung, er wurde auch Olympiasieger im Dreisprung
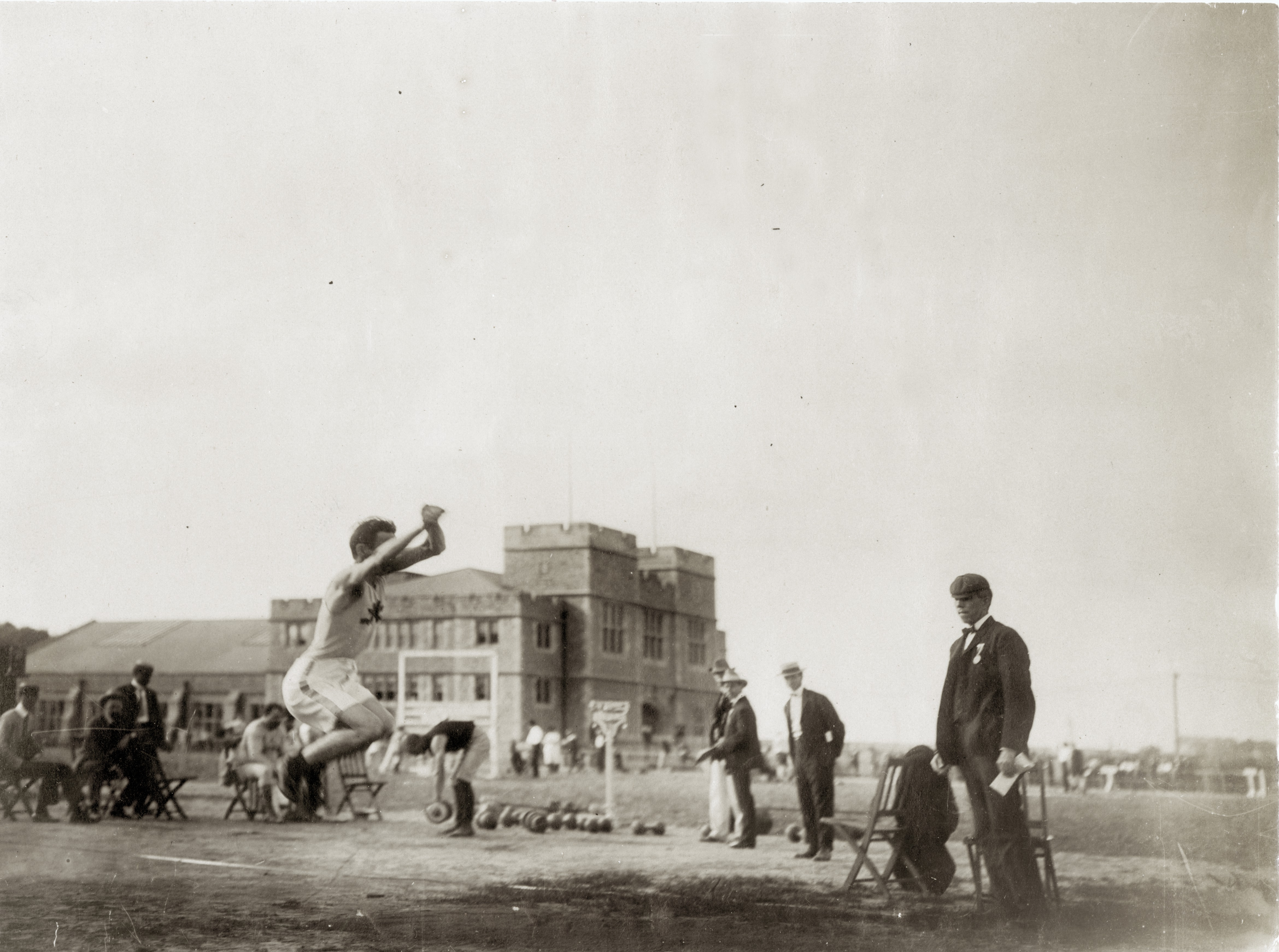
Rang vier für den Dreisprung-Zweiten Fred Englehardt
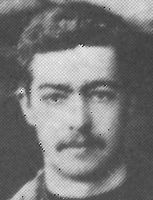
Der australische Weitsprungteilnehmer Corrie Gardner war auch aktiv als Footballer